# Gsus
Gsus (uitspreken als het Engelse "Jesus") is een in 1993 door Jan Schrijver en Angelique Berkhout opgericht kledingmerk. Het hoofdkantoor van het merk bevindt zich in Amsterdam.
Gsus heeft verschillende productspecifieke merken, waarvan Gsis en Gbro (gericht op kinderen), de bekendste zijn. Andere merken zijn onder andere Gsuseye (brillen en zonnebrillen) en Gsusbike (fietsen). Het merk vestigt zich in steeds meer landen, en werd in 2006 in 28 landen verkocht. Verder heeft Gsus ook nog onafhankelijke winkels in 13 landen, waaronder in Canada, Letland en de Verenigde Arabische Emiraten.